# Donaldo Macedo
Donaldo Pereira Macedo (Zelenortska Republika, 1950.) poznati je kritičar, teoretičar, jezikoslovac, profesor multikulturalne studije, i jedan od najvećih stručnjaka u domeni pismenosti. Macedo je profesor Engleskog i cijenjeni profesor liberalne umjetnosti i obrazovanja na Sveučilištu Massachusetts.
Također bio je na čelu odbora zaduženog za studij Primijenjene lingvistike na istom.
Do sada je objavio mnogo radova vezanih za područje jezikoslovlja, pismenosti i više jezičnog obrazovanja.

## Djela
Neka od najznačajnijih dijela su:

- Literacy: Reading the Word and the World (with Paulo Freire, 1987),
- Literacies of Power: What Americans Are Not Allowed to Know (1994),
- Dancing With Bigotry (with Lilia Bartolome, 1999),
- Critical Education in the New Information Age (with Manuel Castells, Ramón Flecha, Paulo Freire, Henry Giroux and Paul Willis, 1999),
- Chomsky on Miseducation (with Noam Chomsky, 2000)
- Ideology Matters (co-authored with Paulo Freire, 2002).

Macedov rad na prijevodima i uređivanju Freirovih knjiga kao i njegovo individualno istraživanje istih vrlo je značajno za cijelo područje pedagogije.
Valja napomenuti da je do sada uredio mnoga Freirina dijela, te objavio nekoliko zajedničkih dijaloga s istim.
Macedo je odrastao u imigrantskoj zajednici u Dorchesteru, Massachusetts.